# 皇后站
皇后站（英語：Queen Station）是一座多倫多地鐵央街－大學線車站，坐落加拿大安大略省多倫多市中心央街和皇后街的交界處，鄰近多倫多伊頓中心購物商場、多倫多市政廳和多倫多舊市政廳省級法庭，於1954年3月30日聯同央街線一起開幕。
當局在1940年代規劃南北走向的央街地鐵線時，亦同時研究將東西向的皇后街有軌電車線部分路段改置於地底。因此，當局進行皇后街地鐵站工程時，在央街地鐵線之下另建一組預留月台供皇后街電車線停靠。然而，當局後來改為在布魯亞街（Bloor Street）和丹佛路（Danforth Avenue）沿線興建東西向地鐵線，皇后街電車線地下化項目亦不了了之。該組預留月台至今仍然存在，部分改建成連接央街線兩座月台的地下通道，其餘則隱藏在磗牆之後。

## 接驳交通
下列由多倫多公車局營運的巴士和有軌電車線駛經皇后站：
- 97號央街巴士線（Yonge）
- 141號市中心－快樂山急行巴士線（Downtown/Mount Pleasant Express）
- 142號市中心－阿梵奴路急行巴士線（Downtown/Avenue Road Express）
- 143號市中心－湖灘區急行巴士線（Downtown/Beach Express）
- 144號市中心－當河谷急行巴士線（Downtown/Don Valley Express）
- 145號市中心－含伯灣急行巴士線（Downtown/Humber Bay Express）
- 301號皇后街深宵巴士線（Queen）
- 320號央街深宵巴士線（Yonge）
- 501號皇后街綫（Queen）
- 502號市中心有軌電車線（Downtowner）

## 外部連結
- （英文）TTC Queen Station （页面存档备份，存于）－多倫多公車局網站 皇后站頁面